# Política da Dinamarca

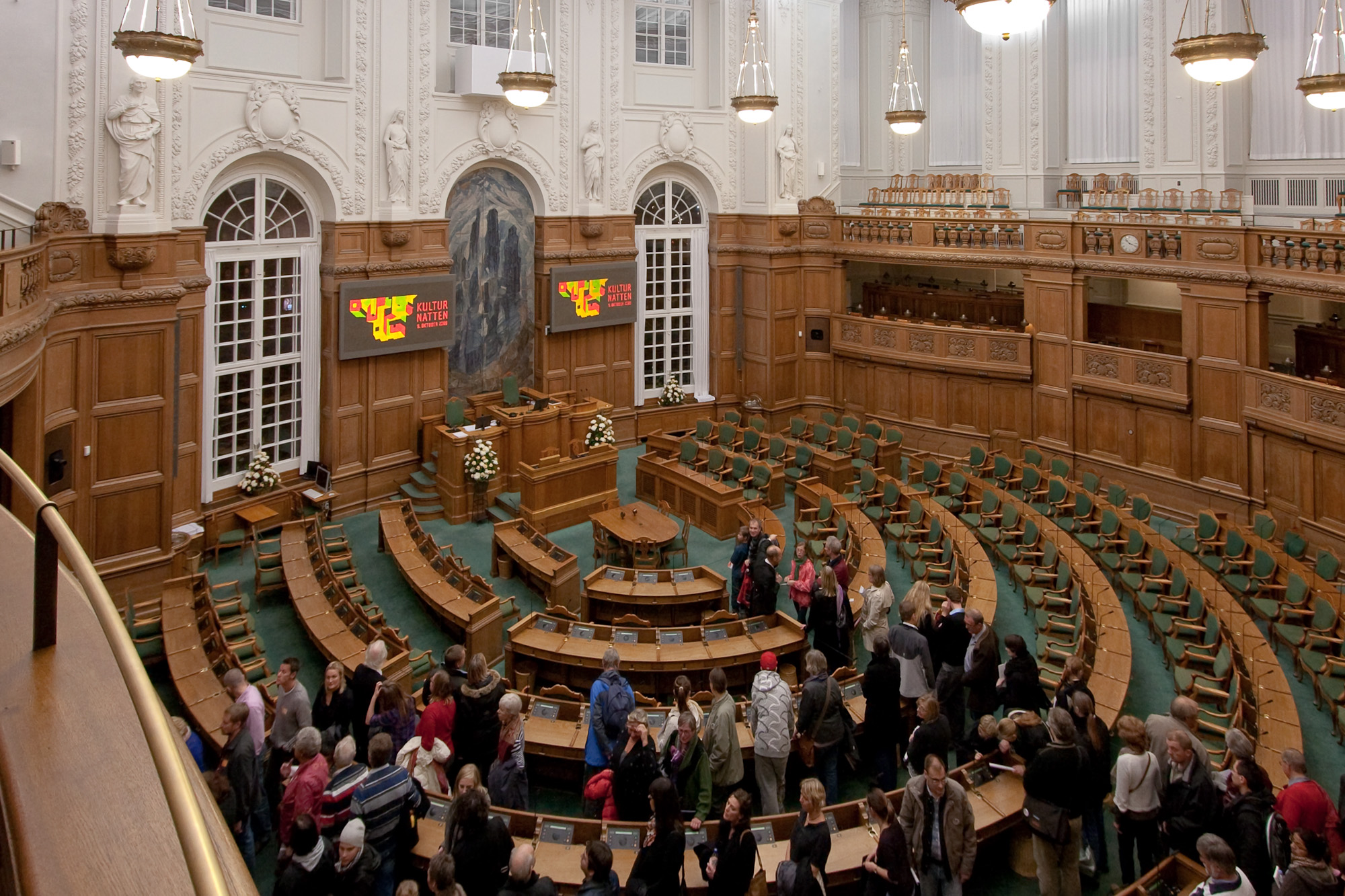
Plenário do Folketinget, o parlamento da Dinamarca.

A Dinamarca é uma democracia representativa e uma monarquia constitucional, desde a adoção da constituição de 1849.
O monarca é formalmente o chefe de estado, com um papel essencialmente cerimonial. Entre as suas competências, está a capacidade de indigitar o primeiro-ministro, sendo este a personalidade com maior apoio parlamentar. O governo, formado pelo referido candidato a primeiro-ministro, pode necessitar de um voto de confiança do parlamento (tillidsvotum). 
O poder executivo é exercido pelo governo dinamarquês, através dos ministros, sendo o primeiro-ministro um "primeiro entre iguais" (primus inter pares).
O poder legislativo está investido no parlamento, conhecido como Folketing, que consiste de (não mais de) 179 membros.
As eleições para o parlamento têm geralmente lugar a cada quatro anos, mas o primeiro-ministro pode convocar eleições antecipadas.
Os Tribunais da Dinamarca (Danmarks domstole) são funcionais e administrativamente independentes dos poderes executivo e legislativo.A Administração dos Tribunais Dinamarqueses (Domstolsstyrelsen) está organicamente debaixo da alçada do Ministério da Justiça (Justitsministeriet), embora goze de absoluta independência de ação.

## Monarquia
De acordo com a constituição dinamarquesa o monarca é teoricamente a fonte de todo poder executivo, legislativo e judiciário. Entretanto, desde a introdução da soberania parlamentar em 1901, há de fato uma separação dos poderes.
O monarca retem a capacidade de nomear e demitir o primeiro-ministro, embora não costume fazer isso nos tempos modernos, pois sua ação poderia causar uma crise constitucional. O rei Christian X foi o último monarca a exercer o poder de demitir um primeiro-ministro em 1920. Todos os poderes reais chamados de prerrogativa real, como o de apontar e demitir os ministros e a habilidade de declarar guerra e fazer a paz são exercidas pelo primeiro-ministro e pelo gabinete com o consentimento formal do monarca.
Hoje em dia, o soberano tem um papel essencialmente cerimonial no exercício do poder, agindo de acordo com as convenções e a opinião pública. Entretanto o monarca continua tendo outros três importantes poderes: o direito de ser consultado, o direito de incentivar e o direito de alertar.

## Partidos políticos da Dinamarca
Dinamarca

| Partido                                                            | Ideologia                      |
| ------------------------------------------------------------------ | ------------------------------ |
| Partido Liberal Venstre, Danmarks Liberale Parti                   | Centro-direita                 |
| Partido Social-Democrata Socialdemokraterne                        | Social-democracia              |
| Partido Popular Dinamarquês Dansk Folkeparti                       | Conservadora nacionalista      |
| Esquerda Radical Radikale Venstre (Danmarks social-liberale parti) | Liberalismo social             |
| Partido Popular Socialista Socialistisk Folkeparti                 | Esquerda ecologista socialista |
| Aliança Vermelha e Verde Enhedslisten – De Rød-Grønne              | Socialismo ecologista          |
| Aliança Liberal Liberal Alliance                                   | Liberal                        |
| Partido Popular Conservador Det Konservative Folkeparti            | Conservatismo liberal          |
| Alternativa Alternativet                                           | Ecologismo                     |
| Democratas-Cristãos KristenDemokraterne                            | Democracia cristã              |

Ilhas Feroé
| Partido                                  | Ideologia                |
| ---------------------------------------- | ------------------------ |
| Partido da União Sambandsflokkurin       | Liberalismo              |
| Partido da Igualdade Javnaðarflokkurin   | Social-democracia        |
| Partido do Povo Fólkaflokkurin           | Conservador              |
| Partido da República Tjóðveldisflokkurin | Esquerda independentista |

Groenlândia
| Partido                                  | Ideologia         |
| ---------------------------------------- | ----------------- |
| Partido do Povo Inuíte Inuit Ataqatigiit | Esquerda          |
| Avante Siumut                            | Social-democracia |
| Partido da Comunidade Atassut            | Liberalismo       |
| Democratas Demokraatit                   | Liberalismo       |